# Кедабечки рејон
Кедабечки рејон (азер. Gədəbəy rayonu), једна је од 78 административно-територијалних јединица Азербејџана. Налази се у западном делу земље, у пределу познатом као Ганџа-Казашки регион. Административни центар рејона се налази у граду Кедабек. 
Кедабечки рејон обухвата површину од 1.290 km² и има 95.000 становника (подаци из 2011). 
Административно, рејон се даље дели у 44 мање општине.